# Chiesa della Santissima Annunziata (Crema)
La chiesa della Santissima Annunziata, nota anche come chiesa della Madonna di Lourdes oppure chiesa della Beata Vergine di Lourdes è un edificio di culto cattolico di Crema, in uso alla comunità greco-cattolica di rito bizantino.

## Storia

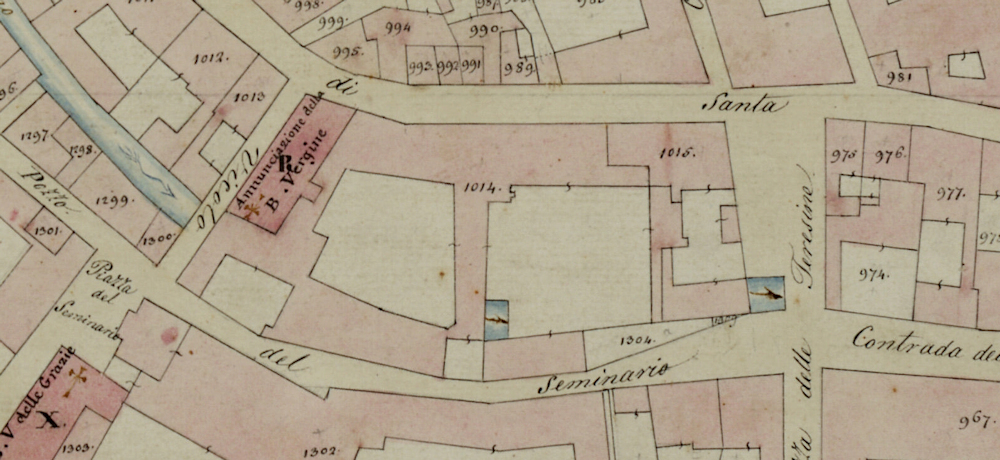
Mappa dell'ex convento, tra il 1832 e il 1852. Estratto della "Mappa originale del Comune censuario di Crema Città" conservata presso l'Archivio di Stato di Milano. Si osservi la Roggia Rino che sottopassa il complesso lasciando aperta solo una piccola porzione in uno dei due chiostri.

La storia della chiesa è legata all'adiacente monastero. Nel 1593 nel Borgo San Pietro un gruppo di pie donne fondarono una comunità religiosa che si era imposto di seguire la regola delle Orsoline; grazie alla generosità di alcuni donatori si trasferirono nella parrocchia della Santissima Trinità nel 1608 in un nuovo complesso con annessa chiesa; nel frattempo il vescovo monsignor Gian Giacomo Diedo le indusse a seguire la regola delle Cappuccine ponendole sotto il proprio governo spirituale.
A seguito della soppressione degli ordini religiosi attuata nel 1805 dal governo napoleonico il convento fu requisito e ascritto al demanio che lo passò alla Congregazione della Carità, un ente istituito nel 1807 per riunire in un'unica istituzione l'Ospedale degli Infermi, l'Ospedale degli Esposti e mendicanti, il Conservatorio delle Zitelle, la Casa delle Ritirate, la Commissaria Lupi, le Commissarie Penaro ed unite, l'Istituto per i carcerati, il Monte di pietà e (a partire dall'anno 1809) la Casa dei Poveri, istituita per togliere la mendicità questuante somministrando ai poveri lavoro ed alimento. Fu proprio la Casa dei Poveri a essere ospitata presso il convento fino al 1890 quando l'opera pia fu trasferita nell'ex Palazzo Tadini in via Zurla; quindi, l'ex monastero divenne proprietà del seminario vescovile e ospitò dal 1895 e fino 1932 un collegio maschile intitolato a Torquato Tasso.
Nel frattempo nel 1852 pervenne a Crema l'ordine delle Ancelle della carità con lo scopo di prestare i propri servizi presso l'Ospedale degli esposti e dei mendicanti. Queste acquisirono l'edificio e la chiesa nel 1932 intitolandola alla Beata Vergine di Lourdes e istituirono tre anni dopo una clinica sanitaria rimasta attiva fino al 1984.

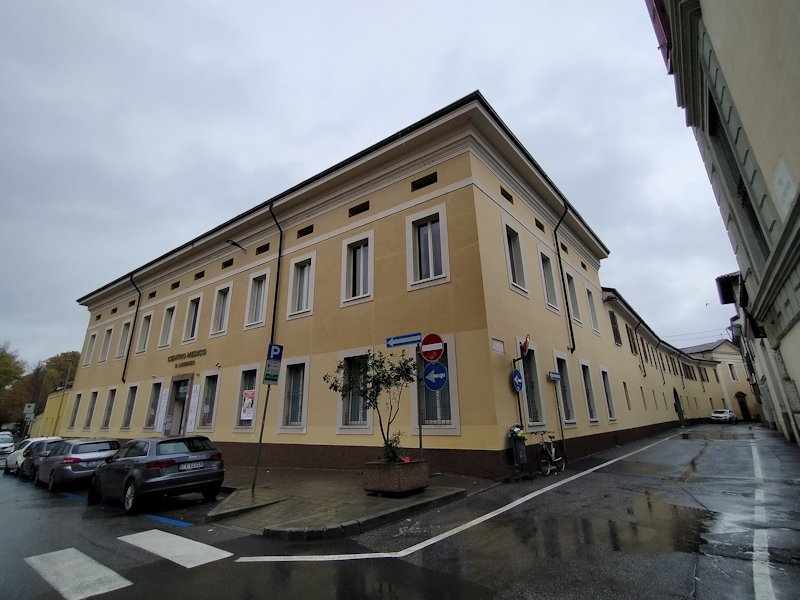
Il complesso dell'ex convento.

Lo stabile fu acquisito da una società che continuò a destinare una parte di esso all'ambito sanitario privato, quindi nel 2018 subentrò un ulteriore gruppo che oltre a mantenere le strutture diagnostiche e mediche inaugurò nel 2020, su progetto dell'architetto Carlo Schira, un centro residenziale.
Per quanto riguarda la chiesa: nel 2009 dopo un accordo formale intercorso tra il vescovo di Crema Oscar Cantoni e il vescovo romeno unito di Oradea Virgil Berca nella chiesa di Nostra Signora di Lourdes iniziava il proprio ministero un sacerdote della chiesa cattolica greca di rito bizantino a favore della comunità rumena residente nel cremasco.

## Collocazione
La chiesa si trova nella via dedicata a Suor Maria Crocefissa di Rosa; si tratta di una denominazione introdotta dall’Amministrazione comunale nel 1955 accogliendo un’istanza dell’ordine delle Ancelle di Carità, che occupava l’adiacente convento, in onore della fondatrice canonizzata l’anno prima. In precedenza questa strada era nota come Cantone di Santa Marta per la presenza della chiesa della confraternita dei disciplini demolita dopo le soppressioni napoleoniche, quindi dalla fine del XIX secolo e fino al 1955 era semplicemente considerata la continuazione di via Alemanio Fino.

## Caratteristiche

### L'esterno
L’edificio presenta una facciata molto sobria, ad un solo ordine, con due paraste laterali che sorreggono una trabeazione; il timpano è triangolare e non ha alcun fregio al suo interno.
Vi si apre un semplice portale sopra il quale è posto un timpano triangolare con al centro una piccola croce. Tra il portale ed il timpano corre una fascia con la scritta NOSTRA SIGNORA DI LOURDES. Una finestra rettangolare dà luce all'interno.
La fiancata lungo via Seminario presenta delle lesene poco aggettanti che dividono la chiesa in tre campate con al centro altrettante finestre.

### L'interno
L'aula è rettangolare: le pareti laterali sono divise da lesene con capitelli dorici; nella parete di destra vi si aprono tre finestre. I capitelli sostengono una trabeazione interrotta solo in prossimità dell'arco trionfale che introduce al vano che ospita il presbiterio, pure di forma rettangolare, illuminato da una quarta finestra e dotato di una simulazione della grotta di Lourdes con la Vergine.
L’arredo e la decorazione originari sono stati arricchiti da parecchie icone e da un’iconostasi, una struttura divisoria particolarmente importante nel rito greco-bizantino e introdotta dopo la fine dell’iconoclastia avvenuta nel IX secolo. L’iconostasi è un tramezzo ricco di icone che separa i fedeli dall’area presbiterale ed è dotata di tre porte: in quella centrale (reale) vi può passare solo il celebrante mentre in quelle laterali (diaconali) vi possono transitare il diacono e il clero inferiore.

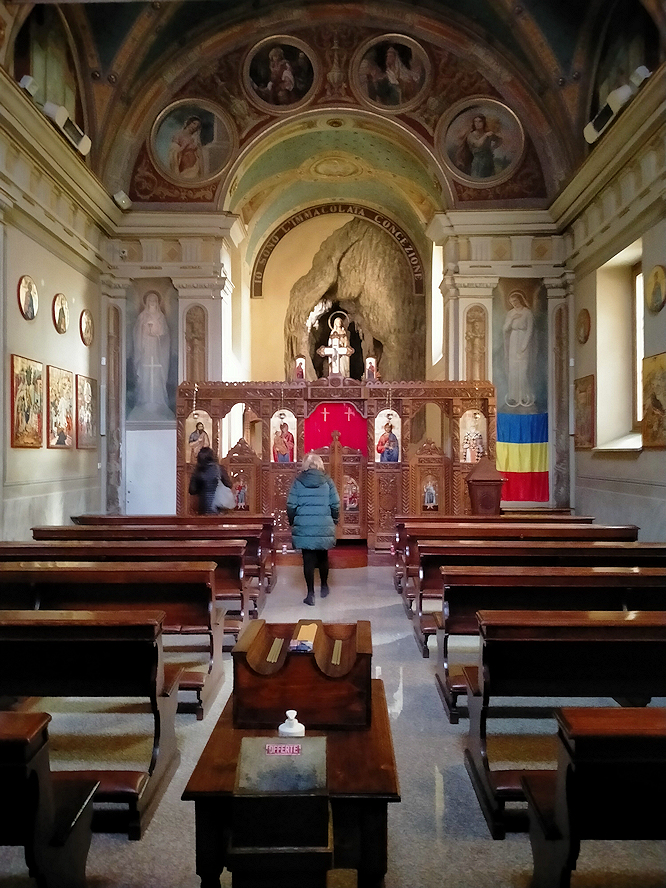
L'interno.
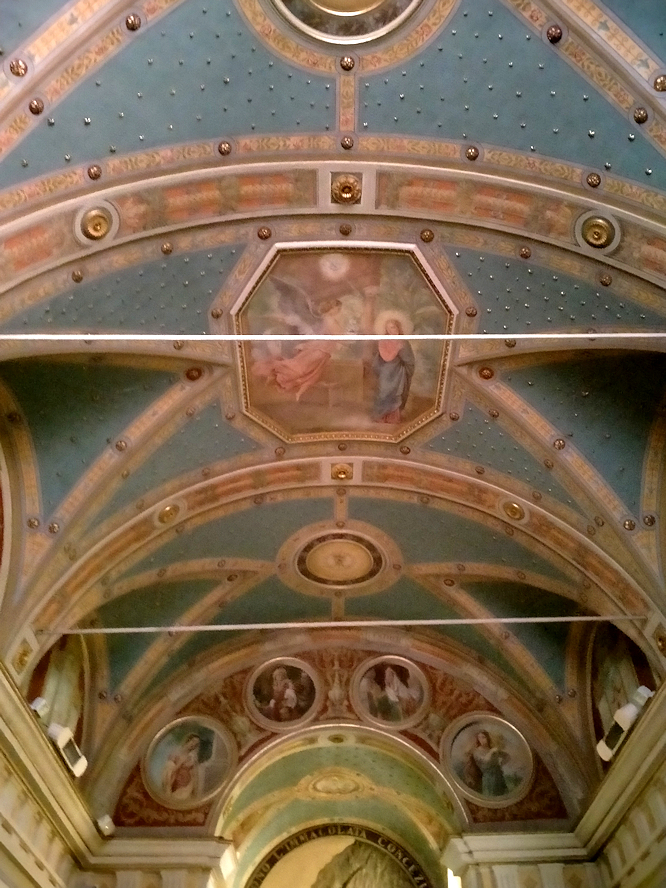
La volta.
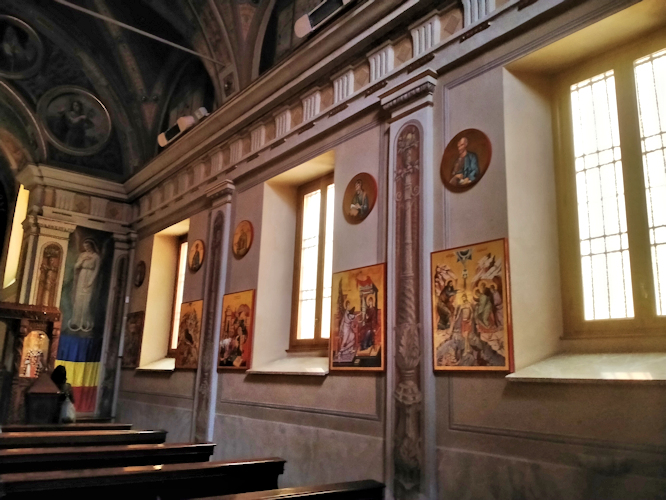
la parete destra.
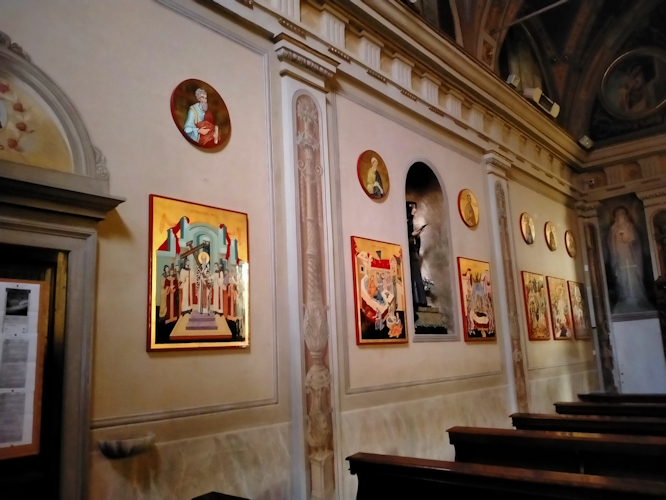
La parete sinistra.